# Rose Hall
Rose Hall är en stad i regionen East Berbice-Corentyne i nordöstra Guyana. Staden hade 4 606 invånare vid folkräkningen 2012. Den är belägen vid atlantkusten, cirka 18 kilometer öster om New Amsterdam.